# Acción Católica de la Mujer
Acción Católica de la Mujer es una organización seglar creada en 1919 en España que nace en el seno del catolicismo renovado de la época. Está considerada una de las organizaciones femeninas más importantes de principios del siglo XX. Uno de sus objetivos principales fue coordinar en una sola organización centralizada las distintas iniciativas católicas femeninas de carácter caritativo, benéfico, educativo y piadoso que florecieron durante las décadas anteriores sumando a ello acciones sociales y políticas.  En 1924 reivindicó el voto femenino durante la dictadura de Primo de Rivera con la expectativa de que el voto de las mujeres casadas pudiera beneficiar a las posiciones católico-conservadoras. 

## Contexto
Nace en el seno del catolicismo renovado que acuñó el concepto de «feminismo aceptable» para contrarrestar la creciente presencia del feminismo que empezaba a surgir en España con organizaciones como la Asociación Nacional de Mujeres Españolas (ANME) fundada un año antes, en 1918. La organización estaba integrada en el marco de un movimiento católico femenino que se desplegó en esta época por toda Europa. 
La novedad con respecto a otras organizaciones femeninas de la época estriba en que, además de las acciones meramente caritativas y piadosas, contribuyen a la politización de las mujeres católicas.

## Historia
Impulsada por el cardenal Vitoriano Guisasola, la primera presidenta de la organización fue la condesa de Gavia. En una misiva a la presidenta el cardenal Guisasola señalaba:  
«Ante  el  hecho  notorio  de  la  invasión  en  España  de  corrientes  poderosas  de  un feminismo exótico, que venía manifestándose en el brotar de obras de diversa índole, se  hacía  sentir  la  necesidad  de  que  las  mujeres  netamente  españolas,  dentro  del marco peculiar de su vida castiza en armonía con exigencias nuevas, no solamente aceptables  sino  muy  puestas  en  justicia,  se  preocupasen  de  organizarse  en  asociación nacional, que alcance hasta los pueblos más pequeños, y mediante la cual, con carácter fundamental y ostensiblemente  católico, y sin mengua de ningunas otras más o menos análogas ya existentes, se constituya una fuerza más de acción, y muy eficaz para el afianzamiento del orden social en nuestra amada Patria, con miras a la vez hacia la defensa y conquista de derechos e intereses de su sexo».
La ACM generó instituciones específicas para las jóvenes, las estudiantes, las obreras y en sus asambleas anuales abordaron los temas de mayor actualidad del momento: sindicación, voto y legislación evitando la huida de las chicas de clase media hacia las filas del feminismo moderado. Según la historiadora Rosa María Capel es una de las organizaciones de corte conservador más importantes que nacen en el seno del catolicismo renovado y, efectivamente, logra una importante acogida. 

### Derecho al voto de las mujeres
La primera Asamblea de Acción Católica de la Mujer se celebró en Madrid del 23 al 26 de mayo de 1920 y tuvo como tema central el sufragio femenino. Se habían recibido más de 14 000 cuestionarios en los que mayoritariamente se daba una respuesta favorable a la reivindicación del derecho al voto de las mujeres. Intervinieron dos oradores con opiniones contrapuestas: Antonio Maura a favor y Juan Vázquez de Mella en contra. La Asamblea se dividió en tres posiciones: que la mujer debía ser electora y elegible, opinión defendida por Emilia Pardo Bazán y por María de Arteaga, hija de los duques del Infantado; María de Echarri y otros mantenían que la mujer debía ser electora pero no elegible y un tercer grupo, entre las que se encontraba Carmen Cuesta, ex-directora de la Institución Teresiana de Madrid defendía la no concesión del voto. El socialdemócrata Partido Social Popular por su parte defendía en su programa el sufragio para la mujer.
El Estatuto Municipal de 8 de marzo de 1924, durante la dictadura de Primo de Rivera, otorgó a la mujer el voto administrativo y un Real Decreto de 12 de abril del mismo año concedió el voto político contemplando la inscripción en todos los municipios españoles de los varones mayores de 23 años y de las mujeres solteras y viudas, de la misma edad, además de las casadas «no sujetas a la patria potestad, autoridad marital ni tutela».
El 28 de junio de 1924 la asociación organizó un acto público de propaganda en el teatro de la Princesa de Madrid en favor de que «el censo municipal femenino resultara tan completo como a nuestros intereses de católicos y a los de España conviene». En el acto intervinieron la duquesa de Vistahermosa, la viuda de López Rúa, Mercedes Quintanilla y el catedrático Gil Robles. Después del acto ACM pidió al Directorio la concesión a las casadas del derecho electoral que gozaban solteras y viudas. Primo de Rivera había limitado el derecho de las casadas a votar para evitar «conflictos domésticos» en caso de que ambos cónyuges tuvieran diferentes posiciones pero la ACM estaba convencida de que el voto de la mujer casada podría «contrarrestar con su sufragio el voto dado por el esposo a la causa anticatólica. Porque, con rarísimas excepciones, si uno de los dos tiene ideas revolucionarias dicho está que no es ella, sino él» escribió Soledad Ruiz de Pombo.

### Con Primo de Rivera
Durante la dictadura de Primo de Rivera la ACM resultó una organización estratégica tras otorgar en 1924 el voto a las mujeres a excepción de las casadas y delegó en la organización la gestión de los asuntos relativos a las mujeres. Se creó una Sección Municipalista liderada por Teresa Luzzatti con el objetivo de elaborar un censo electoral femenino, hacer propaganda entre las mujeres para que se inscribieran en él y aleccionar a las mujeres españolas en el ejercicio del nuevo derecho.
Cuando Primo de Rivera decidió formar una Asamblea Nacional Consultiva (1927-1930) y abrió la puerta a la presencia de mujeres, cinco de las quince mujeres nombradas en octubre de 1917 eran líderes de la ACM  Josefina Olóriz (secretaria de la Escuela Normal de Maestras de Guipúzcoa, concejala en San Sebastián y participante en el Congreso Eucarístico Internacional celebrado en Logroño en 1927), María de Echarri (concejala de Madrid ) María López Monleón (vocal de la Confederación Nacional de Obreras Católicas), Teresa Luzzatti y María López de Sagreso (concejala en Barcelona y vocal de su Junta Provincial de Protección a la Infancia). También Blanca de los Ríos y Concepción Loring, Marquesa de la Rambla tenían vínculos con la ACM.
En 1926 el Gobierno de Primo de Rivera subvencionó a Acción Católica de la Mujer para hacer propaganda de acercamiento en los países de Hispanoamérica. Para esta labor contó con la colaboración de la Institución Teresiana que envió a Carmen Cuesta del Muro.
«De gran importancia resultó (...) el Instituto Teresiano para la formación de cuadros medios y activistas de primer nivel del movimiento católico femenino español, así como la creación del discurso feminista católico de Acción Católica de la Mujer (...). Carmen Cuesta resultó ser su militante y propagandista más destacada e incansable.» 
En 1929 la organización dice contar con unas 117.000 afiliadas en sus agrupaciones locales, "Juventud Católica Femenina y "Confenderación Nacional de Estudiantes Católicas.
A partir de 1930 Miren Llora González señala en su análisis del feminismo católico que «se abandonó progresivamente la terminología feminista al uso y ganaron peso los elementos de definición católica y las intervenciones de obispos y padres de la Iglesia que insistían sobre todo que el lugar de la mujer era el hogar».

## Derechos de las mujeres (primer tercio delsigloXX)
El feminismo que los católicos denominaban «legítimo» no pretendía igualar a la mujer en derechos y deberes con el varón, no se trataba de hacer de ella «otro hombre» según proclamaban con frecuencia. Se contraponía al que los católicos calificaban de feminismo «neutro», al que añadían los adjetivos de «ateo», «sin dios» y «socialista».
«El feminismo cristiano se preocupó por denunciar algunos abusos en el orden laboral y social, en muchos casos por considerarlos poco compatibles con la religión católica y peligrosos para la moralidad de la mujeres, antes que por eliminar injusticias sociales que la misma iglesia había tolerado a lo largo de los siglos» señala Mercedes García Basauri en su análisis sobre el feminismo cristiano en España, quien recuerda la posición de Julio Alarcón y Meléndez estableciendo que había reclamaciones femeninas que podían ser tenidas por justas, razonables y santas y, si bien se podía negar a las mujeres ciertas cuestiones de orden político y social que no le convenían, había que evitar humillarlas, porque «el pensar y sentir y proceder contra el sexo débil, con alardes de brutal superioridad e irritante desprecio, no es español ni católico, sino exótico y herético, pagano y racionalista».
Algunos análisis de los años 70 y 80 del siglo XX interpretan la creación de las organizaciones femeninas de AC como el resultado de una alianza entre el clero y las mujeres aristócratas en España, gracias a la cual el primero vería recompensadas sus aspiraciones de participar en el poder económico y las segundas conseguirían tranquilizar sus conciencias al contribuir a la devolución de una parte insignificante del capital que sus maridos habían sustraído a la clase trabajadora. Otros trabajos señalan la manipulación de las mujeres católicas por parte de la jerarquía y la desvirtuación que hicieron del discurso feminista.
Investigaciones más recientes señalan que, aunque el objetivo de la creación de la organización fue contrarrestar la creciente presencia del feminismo que empezaba a enraizarse en España con organizaciones como la Asociación Nacional de Mujeres Españolas (ANME), para las mujeres que secundaron estas organizaciones de carácter católico el proyecto significó una vía en un primer momento de intervención pública y más adelante un camino para reclamar la ciudadanía. La acción social, señalan investigadoras, constituyó un primer paso de acceso a la actuación pública de las mujeres más allá del espacio doméstico a las que hasta entonces se las había relegado. Las asociaciones de mujeres católicas seglares compartían el carácter de entidades modernas. Autoras como Mary Nash han reflexionado sobre las novedades que comportó la integración de las mujeres en el proyecto del catolicismo social y político tanto en relación con la construcción de sus identidades políticas como católicas, aunque en este caso restringidas al caso de las mujeres implicadas en el nacionalismo conservador catalán.
En 1923, en la Semana Diocesana de la Unión Católico-Femenina de Barcelona, María de Echarri afirmó: «militamos todas bajo la bandera del feminismo católico», aunque la postura hegemónica en Acción Católica de la Mujer fue la negativa tajante a cualquier alianza o entendimiento con las asociaciones femeninas aconfesionales y menos con las denominadas radicales e izquierdistas.

### Posiciones
Defendían la educación y la formación profesional de las mujeres y el trabajo extradoméstico femenino, la mejora de las condiciones laborales y salariales de las trabajadoras (legislación laboral protectora del trabajo femenino y subsidio de maternidad), acceso a la enseñanza en todos sus niveles.
Entre sus militantes destacan Juana Salas, María de Echarri y María Bris Salvador, que escribieron artículos e impartieron conferencias articulando un pensamiento que, en los límites de la ideología católica, proponía reformas de algunos aspectos sobre la situación de la mujer de la época. 
Por su parte, Rebeca Arce Pinedo considera que Carmen Cuesta del Muro, doce años más joven que María de Echarri, vinculada tempranamente al catolicismo social y a la Acción Católica, junto con Josefa Segovia, Echarri, Teresa Luzzatti, Isabel Maqua, Carmen Raposo y María López Sagredo, eran «la auténtica élite intelectual del feminismo católico español de la década de los 20»
Las críticas al tratamiento que el Código Civil vigente otorgaba a las mujeres casadas y la exigencia de reforma fueron realizadas por María Bris Salvador, miembro de la Junta de la Juventud Católica Femenina y presidenta de la Confederación Católica Femenina de Estudiantes desde 1924, así como por Carmen Cuesta del Muro, secretaria de la Asamblea Nacional Consultiva de Primo de Rivera, interviniendo en los debates sobre la reforma del Código Civil en mayo de 1928 en que se criticaba su carácter discriminatorio y reivindicando la inclusión de los derechos civiles de las mujeres en la legislación.
Por su parte Juana Salas, promotora de la incorporación de Aragón en la AC, fue ponente en las asambleas nacionales e impartió conferencias sobre feminismo católico y la participación de las mujeres en la vida pública y política. (Nuestro feminismo 1919; Dª Concepción Arenal. Sus ideas, sus obras y sus méritos, 1920; El feminismo de ayer, el de hoy... el de mañana, 1925). Calificó el voto de «arma poderosa» que permitiría hacer realidad todo el programa de acción social católica femenina que la ACM proponía, e insistía sobre todo en que las mujeres debían participar activamente en la política ocupando cargos municipales y en la administración pública.
Estas activistas por los derechos de las mujeres conectadas con el feminismo católico, especialmente activas en el primer tercio del siglo XX, fueron olvidadas por la historia. «Quizás por ser demasiado católicas para el feminismo contemporáneo y demasiado feministas para la siempre conservadora ideología de la Iglesia católica», señala Enrique Benítez Palma en su estudio sobre las intervenciones de las mujeres en la Carrera de San Jerónimo durante la Asamblea Nacional de Primo de Rivera.